# 久世氏
久世氏（くぜし）は、武家・華族だった日本の氏族である。戦国時代に松平氏（徳川氏）に仕え、江戸時代には譜代大名の下総国関宿藩主家、維新後には華族の子爵家となった。

## 歴史
寛政系譜ではその出自について村上源氏久我流と自称している。三河国額田郡に住していた小野十郎高広の子高長が、母方の姓を称し久世と名乗るようになったのに始まるという。広長の代に松平清康・広忠に仕え、その孫広宣は徳川家康に仕えて戦功をあげた。
広宣の三男広之が徳川秀忠・家光に近侍して出世し、慶安元年（1648年）には1万石に達して譜代大名となり、寛文9年（1669年）に下総国関宿藩5万石の藩主となり、若年寄、老中を歴職した。
その息子の重之の代には関宿藩から庭瀬藩、丹波亀山藩、三河吉田藩と転封を繰り返させられるが、宝永2年（1705年）に関宿藩に復帰した。
幕末の広周は老中首座として公武合体を進めて和宮降嫁に関与したが、文久2年(1862年)に失脚し、永蟄居にされた。
その息子広文の代に江戸幕府滅亡と王政復古を迎えたが、明治元年（1868年）に徳川脱走兵が上野に結集した際に関宿藩士も関与したため、辞職が命ぜられた。弟の広業が相続を許されたが、王師に抗した罪により5000石減封となり、4万3000石となった。明治2年（1869年）の版籍奉還により関宿藩知事に任じられ、明治4年（1871年）の廃藩置県まで藩知事を務めた。
明治2年（1869年）6月17日の行政官達で公家と大名家が統合されて華族制度が誕生すると久世家も大名家として華族に列した。明治17年（1884年）7月7日の華族令の施行で華族が五爵制になると、同月8日に旧小藩知事として広業が子爵に列せられた。
3代子爵広武の代の昭和前期に久世子爵家の邸宅は東京市牛込区市谷加賀町にあった。

## 歴代当主

### 初代・久世広之
従四位下侍従・老中
- 慶長14年（1609年） - 延宝7年（1679年）

寛文9年（1669年）下総関宿5万石を封られる

### 2代・久世重之
従四位下侍従・老中
- 万治3年（1660年） - 享保5年（1720年）

家督・延宝7年（1679年）相続
天和3年（1683年）庭瀬藩へ転封
貞享3年（1686年）丹波亀山藩へ転封
元禄10年（1697年）三河吉田藩へ転封
宝永元年（1704年）寺社奉行
宝永2年（1705年）関宿藩へ再封、若年寄
正徳3年（1713年）老中

### 3代・久世暉之
従五位下讃岐守
- 元禄12年（1699年） - 寛延2年（1749年）

家督・享保5年（1720年）相続 5万8,000石 - 寛延元年（1748年）隠居

### 4代・久世広明
老中
- 享保16年（1731年） - 天明5年（1785年）

家督・寛延元年（1748年）相続
天明元年（1781年）老中

### 5代・久世広誉
従五位下大和守
- 宝暦元年（1751年） - 文政4年（1821年）

家督・天明5年（1785年）相続 - 文化14年（1817年）隠居

### 6代・久世広運
従五位下長門守
- 寛政11年（1799年） - 天保元年（1830年）

家督・文化14年（1817年）相続

### 7代・久世広周
従四位下侍従・老中
- 文政2年（1819年） - 元治元年（1864年）

家督・天保元年（1830年）相続
嘉永4年（1851年）老中 - 安政5年（1858年）解任
万延元年（1860年）再任 6万8,000石 - 文久2年（1862年）辞任

### 8代・久世広文
従五位下隠岐守
- 嘉永6年（1853年） - 明治32年（1899年）

家督・文久2年（1862年）相続 5万8,000石 - 明治元年（1868年）隠居

### 9代・久世広業
子爵
- 安政5年（1858年） - 明治44年（1911年）

家督・明治元年（1868年）相続 4万3,000石 - 明治4年（1871年）廃藩置県
爵位・明治17年（1884年）子爵叙爵  - 明治44年（1911年）死去

### 10代・久世広英
子爵
- 明治13年（1880年） - 昭和2年（1927年）

爵位・明治44年（1911年）子爵襲爵 - 昭和2年（1927年）死去

### 11代・久世広武
子爵
- 明治44年（1911年） - 昭和54年（1979年）

爵位・昭和2年（1927年）子爵襲爵 - 昭和22年（1947年）華族制度廃止